# Elvis Andrus
Elvis Augusto Torres Andrus (Maracay, Aragua, Venezuela, 26 de agosto de 1988) es un beisbolista profesional venezolano que juega en la posición de campocorto. Juega en la Major League Baseball con el equipo Chicago White Sox, mientras que en el torneo de su país natal (LVBP) juega con Navegantes del Magallanes.

## Carrera como beisbolista

### 2005
Fue firmado en 2005 -con sólo 16 años- por la organización Atlanta Braves.

### 2006
Comenzó jugando por las sucursales de Atlanta en las ligas rookie Gulf Coast League y Appalachian League, siendo promovido a la South Atlantic League (categoría A media) en 2006.

### 2007
En 2007 fue promovido a la sucursal Myrtle Beach de la Carolina League (categoría A avanzada) y a mitad de temporada fue canjeado a la organización Rangers por Mark Teixeira.

### 2009
Debutó en la MLB el 6 de abril de 2009, conectando un hit y anotando una carrera en un juego contra Cleveland Indians donde su equipo ganó cómodamente por 9 a 1.
Al momento de ser llamado al equipo mayor, contaba con sólo 20 años, por lo cual su organización contrató los servicios de su veterano compatriota Omar Vizquel para asesorarlo. El resultado no pudo ser mejor: Andrus robó 30 bases, impulsó 40 carreras y conectó 17 dobles en su primera temporada.

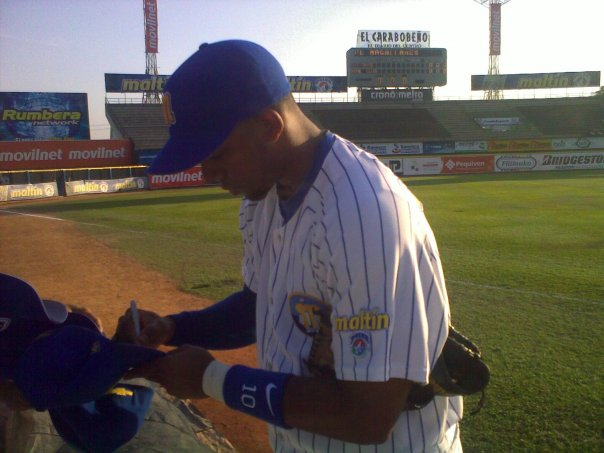
Elvis Andrus firmando autógrafos vistiendo el uniforme de los Navegantes del Magallanes.

### 2011
En 2011, Andrus bateó para .279, con 5 cuadrangulares. Fue tercero en la Liga Americana en hits de sacrificio, con 16 y quinto en bases robadas con 37. Ha ganado con su equipo dos veces el banderín de la Liga Americana en 2010 y 2011.